# Never, Neverland
Never, Neverland ist das zweite Studioalbum der kanadischen Thrash-Metal-Band Annihilator. Es erschien im September 1990 bei Roadrunner Records. Es ist das einzige Album mit Coburn Pharr (ehemals bei Omen) als Sänger.

## Entstehung und Stil
Musikalisch fällt das Album ähnlich aus wie der Vorgänger, einige Stücke sind etwas melodiöser angelegt. Es ist das letzte Album im Thrash-Stil, danach wandte sich die Band zunehmend dem Power Metal zu. Auch bei Never, Neverland konnte Jeff Waters wie beim Vorgänger aus seinem Fundus an fertigen Songs der bisherigen Demos schöpfen. So stammt Phantasmagoria vom gleichnamigen Demo von 1986. I Am in Command, ein Lied, das von einer Person erzählt, die sich von ihrer Abhängigkeit von einem Fernsehprediger befreit, stammt vom Demo Welcome to Your Death. So waren bereits im Herbst 1989, während der Tour zu Alice in Hell, die Stücke weitgehend bis auf einige Texte und Songtitel fertig. Zu diesem Zeitpunkt sollte die Platte noch In Command bzw. Annihilator in Command heißen. Diesen Namen erhielt später ein Live-Album.
Auch die weiteren Songs werden wie bei Alice in Hell  erneut ausführlich im Booklet erläutert. Das Titelstück greift wie schon Alison Hell vom Vorgängeralbum erneut die wahre Geschichte eines jungen Mädchens auf. Never, Neverland handelt von einem Mädchen, das für mehrere Jahre von seiner Großmutter eingesperrt wurde, weil es einen jungen Mann angeschaut hatte. In der Mitte des Liedes wird es von der Polizei und Sozialarbeitern gegen den Widerstand der Großmutter befreit, was songschreiberisch u. a. durch ein Break und entsprechend hartes Riffing verdeutlicht wird. Das nach dem Industriestandort Stonewall bei Winnipeg benannte Stonewall wendet sich gegen Umweltverschmutzung, Road to Ruin gegen Alkohol am Steuer. The Fun Palace schildert die Geschichte eines Mörders, der nach Jahren von Schuldgefühlen und Alpträumen geplagt wird und daher gesteht. Sixes and Sevens basiert auf einer englischen Phrase, die eine Zeit der Desorientierung im Leben meint. Das Stück Kraf Dinner ist ein Spaßlied, das von einem 99 Cent kostenden Fertiggericht aus Makkaroni und Käse handelt. Zu Stonewall gab es auch ein Musikvideo, das in der Anfangszeit der europäischen Ausgabe von Headbangers Ball nicht selten gezeigt wurde. Die lange Tour zu dem Album führte die Band im Herbst 1990 unter anderem mit Xentrix und Despair durch Europa.

## Rezeption
Rock-Hard-Rezensent Holger Stratmann sprach insgesamt von einer „Superplatte“, sah aber zeitweise einige Schwächen beim Songwriting. Er bewertete Never, Neverland mit neun von zehn Punkten. 
Im Metal Hammer wurde Never, Neverland zum Album des Monats gekürt mit einem Schnitt von 5,7 von 7 möglichen Punkten. Die spätere Chefredakteurin Andrea Nieradzik vergab 6 Punkte und bezeichnete es als "ein überdurchschnittliches Speed Metal-Album, dessen Songmaterial zwar nicht ganz an das vom Debut herankommt, aber immer noch zweifelsfrei zur Spitzenklasse zählt" und lobte die "furiose Gitarrenarbeit". Bei der Wahl der Metal Hammer-Leser zum Album des Jahres 1990 belegte Never, Neverland den achten Platz.
Auf Allmusic.com nannte Alex Henderson Never, Neverland „einen funkelnden Diamanten“ und „eine der stärksten Metal-Veröffentlichungen der 1990er-Jahre“. Musikalisch und textlich mache die Band „keine Gefangenen“. 4,5 von fünf Sternen und die Auszeichnung „AMG Album Pick“ wurden vergeben.

## Titelliste
1. The Fun Palace (Jeff Waters, Coburn Pharr) – 5:51
2. Road to Ruin – 3:42
3. Sixes and Sevens – 5:20
4. Stonewall – 4:50
5. Never, Neverland (Waters, Pharr) – 5:29
6. Imperiled Eyes (Waters, Jody Weil) – 5:27
7. Kraf Dinner – 2:41
8. Phantasmagoria – 3:59
9. Reduced to Ash (Waters, John Bates) – 3:09
10. I Am in Command (Waters, Weil, Bates) – 5:44
11. Kraf Dinner – 2:31 *
12. Mayhem – 2:54 *
13. Freed from the Pit – 3:45 *
14. Jon Tuck Dance (Bonustrack) – 1:10 *

Die Musik stammt von Jeff Waters, die Texte ebenfalls, wo nicht anders angegeben. Mit * sind die Demostücke gekennzeichnet, die auf der Version von 1998 als Bonus erschienen. Aus Mayhem wurde Reduced to Ash, Freed from the Pit wurde zu Road to Ruin. Eine weitere Wiederveröffentlichung erschien 2003 als Doppel-CD mit Alice in Hell.